# Vrba iva
Vrba iva (lat. Salix caprea) je bjelogorična vrsta drveća iz porodice vrba (lat. Salicaceae). Jedna je od vjesnika proljeća. U narodu se rese zovu "cice mace".

## Rasprostranjenost
Raste kao grm ili manje drvo u nizinskim šumama Europe, jugozapadne i srednje Azije. U Hrvatskoj je autohtona vrsta. Široko se rasprostire i ne prijeti joj opasnost od izumiranja. Javlja se na vlažnim staništima uz obale rijeka i jezera. Može rasti i na manje vlažnim staništima, gdje je prikladan sastav tla.

## Izgled
Kora je debla zelenkasta i dugo vremena glatka. Pupovi su debeli i sjajnosmeđi. Izbojci su debeli, u početku sivo dlakavi. Lišće je široko jajoliko ili eliptično, 6-10 cm dugo i 3-6 cm široko, odozdo bjelkasto-pustenasto, s 6-10 postranih žila. Vrh lista često je spiralno usukan. Palistići su bubrežasti i nazubljeni, kraći od peteljke. Cvate prije listanja. Rese su debele i do 4 cm dugačke. Cvjetni priperci su raznobojni, crnkasta vrha. U muškom cvijetu su 2 prašnika. Oprašuje se kukcima. 

## Galerija
- Stablo vrbe ive
- Lišće vrbe ive
- Rese vrbe ive
- Kora vrbe ive